# 1722 en littérature
| Années de la littérature : 1719 - 1720 - 1721 - 1722 - 1723 - 1724 - 1725    |
| Décennies de la littérature : 1690 - 1700 - 1710 - 1720 - 1730 - 1740 - 1750 |

Cet article présente les faits marquants de l'année 1722 en littérature.

## Événements
- 24 août : l'évêque de Rochester et  homme de lettres Francis Atterbury est arrêté et enfermé à la Tour de Londres, accusé de haute trahison pour son soutien au prétendant au trône britannique Jacques François Stuart[1].
- 20 septembre : Jean-Baptiste Rousseau évoque dans une lettre sa rencontre avec Voltaire à Bruxelles ; les deux hommes finissent par se brouiller[2].
- 11 octobre : à la suite d'une altercation avec un capitaine à la retraite, Isaac Rousseau quitte Genève pour Nyon ; son fils de 10 ans, Jean-Jacques Rousseau, confié à son oncle Gabriel Bernard est mis en pension à Bossey avec son cousin Abraham Bernard chez le pasteur Lambercier jusqu'en 1724[3].

## Parutions
- 27 janvier[4] : Daniel Defoe, The Fortunes and Misfortunes of the Famous Moll Flanders, London, W. Chetwood and T. Edling, 1722 (présentation en ligne) (« Heurs et malheurs de la fameuse Moll Flanders »), son quatrième roman, publié sans nom d'auteur[5].
- 17 mars[4] : Daniel Defoe, A Journal of the Plague Year (en), London, E. Nutt, J. Roberts, A. Dodd, J. Graves, 1722 (présentation en ligne), « Journal de l’année de la peste ».
- 20 décembre : Daniel Defoe, Colonel Jack[4].

- William Wollaston, The Religion of Nature Delineated (en), 1722 (présentation en ligne).
- Penelope Aubin, The Life and Amorous Adventures of Lucinda, London, E. Bell, J. Darby and A. Bettesworth, 1722 (présentation en ligne).
- Penelope Aubin, The Noble Slaves, E. Bell, J. Darby and A. Bettesworth, 1722 (présentation en ligne).
- Antonio de Zamora, Comedias nuevas, vol. 1, Madrid, Diego Matinez Abad, 1722 (présentation en ligne).